# Đồng hóa văn hóa
Đồng hóa văn hóa là quá trình trong đó một nhóm thiểu số hoặc văn hóa trở nên giống với một nhóm văn hóa thống trị hoặc đảm nhận các giá trị, hành vi và niềm tin của một nhóm văn hóa khác. Một khái niệm mô tả sự đồng hóa về văn hóa tương tự như sự bồi đắp / tiếp biến  trong khi một khái niệm khác chỉ coi sự đồng hóa là một trong những giai đoạn sau.  Đồng hóa cũng có thể liên quan đến cái gọi là sự tích lũy thêm trong đó, thay vì thay thế văn hóa tổ tiên, một cá nhân mở rộng các tiết mục văn hóa hiện có của họ.

## Tổng quan
Đồng hóa văn hóa có thể liên quan đến một sự thay đổi nhanh chóng hoặc dần dần tùy thuộc vào hoàn cảnh của nhóm văn hóa. Đồng hóa hoàn toàn xảy ra khi các thành viên của một xã hội trở nên không thể phân biệt nổi với những người thuộc nhóm văn hóa thống trị.
Việc một nhóm nhất định có thể đồng hóa hay không thường bị tranh chấp bởi cả các thành viên của nhóm và những người trong xã hội thống trị. Đồng hóa văn hóa không đảm bảo sự tương đồng xã hội. Địa lý và các rào cản tự nhiên khác giữa các nền văn hóa, ngay cả khi được tạo ra bởi văn hóa thống trị, có thể khác biệt về văn hóa. <sup id="mwGg">[2] Đồng</sup> hóa văn hóa có thể xảy ra một cách tự nhiên hoặc cưỡng bức (xem đồng hóa cưỡng bức). Một nền văn hóa có thể tự nhiên chấp nhận một nền văn hóa khác. Ngoài ra, các nền văn hóa lâu đời hơn, giàu có hơn, hoặc có thể chiếm ưu thế hơn có thể hấp thụ các nền văn hóa phụ thuộc.
Thuật ngữ đồng hóa trên đỉnh cao thường được sử dụng đối với không chỉ các nhóm bản địa mà cả những người nhập cư định cư ở một vùng đất mới. Một nền văn hóa mới và thái độ mới đối với văn hóa nguồn gốc có được thông qua tiếp xúc và giao tiếp. Đồng hóa giả định rằng một nền văn hóa tương đối mong manh sẽ được hợp nhất với một nền văn hóa thống nhất. Quá trình đó xảy ra bởi sự tiếp xúc và chỗ ở giữa mỗi nền văn hóa. Định nghĩa hiện tại về đồng hóa thường được sử dụng để chỉ người nhập cư, nhưng trong chủ nghĩa đa văn hóa, đồng hóa văn hóa có thể xảy ra trên toàn thế giới và trong các bối cảnh xã hội khác nhau và không có giới hạn trong các khu vực cụ thể. Ví dụ, một ngôn ngữ được chia sẻ mang đến cho mọi người cơ hội học tập và làm việc quốc tế mà không bị giới hạn trong cùng một nhóm văn hóa. Mọi người từ các quốc gia khác nhau đóng góp vào sự đa dạng và tạo thành "văn hóa toàn cầu", có nghĩa là văn hóa kết hợp bởi các yếu tố từ các quốc gia khác nhau. "Văn hóa toàn cầu" đó có thể được coi là một phần của sự đồng hóa, khiến cho các nền văn hóa từ các khu vực khác nhau có ảnh hưởng lẫn nhau.

## Đồng hóa dân cư bản địa

### Canada 1800s - 1990s: Buộc đồng hóa thổ dân
Trong thế kỷ 19 và 20, và tiếp tục cho đến năm 1996, khi trường dân cư cuối cùng bị đóng cửa, chính phủ Canada, được hỗ trợ bởi các Giáo hội Kitô giáo đã bắt đầu một chiến dịch để đồng hóa cưỡng bức thổ dân. Chính phủ củng cố quyền lực đối với đất thổ dân thông qua các hiệp ước và sử dụng vũ lực, cuối cùng cô lập người dân bản địa vào các khu bảo tồn. Thực hành hôn nhân và nghi lễ tâm linh đã bị cấm, và các nhà lãnh đạo tinh thần bị cầm tù. Ngoài ra, chính phủ Canada đã thiết lập một hệ thống trường dân cư rộng lớn để đồng hóa trẻ em. Trẻ em bản địa bị tách khỏi gia đình và không còn được phép thể hiện văn hóa của mình tại những ngôi trường mới này. Họ không được phép nói ngôn ngữ của họ hoặc thực hành các truyền thống của riêng họ mà không bị trừng phạt, thường là dưới hình thức lạm dụng tình dục hoặc bạo lực của nhà thờ Cơ đốc giáo. Ủy ban Sự thật và Hòa giải Canada kết luận rằng nỗ lực này đủ bạo lực để lên tới mức diệt chủng văn hóa. Các trường học tích cực làm việc để xa lánh trẻ em từ nguồn gốc văn hóa của họ. Các sinh viên bị cấm nói tiếng mẹ đẻ của họ, thường xuyên bị lạm dụng và được chính phủ sắp xếp các cuộc hôn nhân sau khi tốt nghiệp. Mục tiêu rõ ràng của chính phủ Canada, thông qua các nhà thờ Công giáo và Anh giáo, là đồng hóa hoàn toàn thổ dân vào văn hóa châu Âu và phá hủy mọi dấu vết của lịch sử bản địa của họ.

### Brazil
Vào tháng 1 năm 2019, tổng thống mới được bầu của Brazil Jair Bolsonaro đã tước bỏ cơ quan nội vụ FUNAI về trách nhiệm xác định và phân định các vùng đất bản địa. Ông lập luận rằng những vùng lãnh thổ đó có dân số bị cô lập rất nhỏ và đề nghị hợp nhất chúng vào xã hội Brazil rộng lớn hơn. Theo Survival International, "Chịu trách nhiệm phân định đất đai bản địa khỏi FUNAI, bộ phận các vấn đề Anh-Điêng, và trao nó cho Bộ Nông nghiệp gần như là một tuyên bố về chiến tranh mở chống lại các thổ dân Brazil." 

## Đồng hóa nhập cư
Đồng hóa nhập cư là một quá trình phức tạp, trong đó người nhập cư không chỉ hòa nhập hoàn toàn vào một quốc gia mới mà còn mất đi các khía cạnh, thậm chí có thể là tất cả các di sản của họ. Các nhà khoa học xã hội dựa vào bốn điểm chuẩn chính để đánh giá sự đồng hóa của người nhập cư: tình trạng kinh tế xã hội, phân bố địa lý, trình độ ngôn ngữ thứ hai và hôn nhân. William AV Clark định nghĩa đồng hóa nhập cư ở Hoa Kỳ là "cách hiểu về động lực xã hội của xã hội Mỹ và đó là quá trình xảy ra tự phát và thường không có chủ ý trong quá trình tương tác giữa đa số và các nhóm thiểu số." 

## Quan điểm của văn hóa thống trị
Có rất ít hoặc không có nghiên cứu hay bằng chứng nào chứng minh liệu khả năng di chuyển của người nhập cư có thể đồng hóa với một quốc gia thống trị như khả năng ngôn ngữ, tình trạng kinh tế xã hội, v.v., gây ra sự thay đổi trong nhận thức của những người sinh ra ở quốc gia thống trị. Loại nghiên cứu thiết yếu này cung cấp thông tin về cách người nhập cư được chấp nhận vào các quốc gia thống trị. Trong một bài viết của Ariela Schachter, có tựa đề là Từ khác nhau đến tương tự, một cách tiếp cận thử nghiệm để hiểu về sự đồng hóa, một cuộc khảo sát đã được thực hiện đối với những người nhập cư Mỹ hiện đang cư trú tại Hoa Kỳ. Cuộc khảo sát chỉ ra những người da trắng chấp nhận cho người nhập cư ở nước họ. Người bản địa da trắng sẵn sàng có mối quan hệ cấu trúc của người Viking với người nhập cư - ví dụ, các cá nhân có nguồn gốc, bạn bè và hàng xóm; tuy nhiên, điều này là ngoại trừ người nhập cư da đen và người bản địa và người nhập cư không có giấy tờ.  Tuy nhiên, cùng lúc đó, người Mỹ da trắng xem tất cả người Mỹ không phải da trắng, bất kể địa vị pháp lý, là không giống họ.